# Adamsburg (Pennsylvanie)
Adamsburg est un borough situé au nord-ouest du comté de Westmoreland, en Pennsylvanie, aux États-Unis,. En 2010, il comptait une population de 172 habitants, estimée au 1er juillet 2020 à 167 habitants. Le borough est incorporée le 5 mars 1841.

## Démographie
Lors du recensement de 2010, le borough comptait une population de 172 habitants. Elle est estimée, en 2020, à 167 habitants.